# Isla Moteada
La isla Moteada (en inglés: Motley Island) es una de las islas Malvinas, que según la Organización de las Naciones Unidas (ONU), está en litigio de soberanía entre el Reino Unido, quien la administra como parte del territorio británico de ultramar de las Malvinas, y la Argentina, quien reclama su devolución, y la integra en el departamento Islas del Atlántico Sur de la provincia de Tierra del Fuego, Antártida e Islas del Atlántico Sur.
Esta isla se encuentra en el sector oriental de la isla Soledad, en la parte sur de la ensenada de Luisa y al sudeste de la punta Triste. También se halla cerca de la punta Moteada, de la isla Triste y de la isla Bougainville.